# Нирот, Карл
Граф Карл Ни́рот (швед. Carl Nieroth, около 1650 — 25 января 1712) — шведский военачальник, генерал-губернатор Эстляндии (1709—1710) и Финляндии (1710—1712).

## Биография
Начал службу в 1671 году корнетом в полку Вольмара Врангеля в Померании, участвовал в войне против Бранденбурга и Дании за Сконе, в 1679 году стал лейтенантом драбантов, в 1693 году зачислен в потомственное шведское дворянство. 
В 1700 году — полковник Смоландского кавалерийского полка, участвовал при высадке на о. Зеландия, наименован генерал-майором, далее сражался на Двине (1701), при Клишове (1702) и Пунице (1703). 
С 1704 года — генерал-лейтенант кавалерии. В кампании 1705 года удачно действовал против генерала Пайкуля во время битвы при Варшаве, в 1706 году возведен в баронское достоинство, с 15 мая 1707 года — государственный советник и президент Готландского гофгерихта, с 1709 года — граф.
С 12 октября 1709 года — генерал-губернатор Эстляндии, после падения Выборга в 1710 году сменил Г. Либекера на посту главнокомандующего шведской армии в Финляндии, наименован генерал-аншефом.
Умер 12 января 1712 года.
Владел имениями Юльфорс (швед. Djulfors) приходе Stora Malms в Сёдерманланде и Кёндес (Köndes, эст. Tõdva-Kõnnu) в Эстляндии. Был женат трижды.